# SOCIS
Центр SOCIS — соціологічна компанія в Україні, що займається соціально-політичними та маркетинговими дослідженнями, є колективним членом Соціологічної асоціації України, членом міжнародної дослідницької мережі WORLD DRIVES association[джерело?]. Eastern European Network[джерело?]. Центр SOCIS представлений також в щорічному директорії членів Всесвітньої Асоціації дослідників громадської думки (WAPOR)[джерело?] і Американської Асоціації дослідників громадської думки (AAPOR) «Blue Book»[джерело?].

## Історія
Товариство з обмеженою відповідальністю «Центр соціальних та маркетингових досліджень SOCIS» веде свою історію з 1988 року.
1993 — У листопаді 1993 року відбувається офіційна презентація ТОВ «СОЦИС».
1994 — Центр SOCIS стає асоційованим, членом міжнародної дослідницької асоціації GALLUP International Association[джерело?].
1997 — Центр SOCIS — повноправний член GALLUP International Association[джерело?].
2002 — З метою поглиблення спеціалізації на зміну ТОВ «СОЦИС» утворюється дві самостійні компанії: маркетингова компанія TNS — Україна (до якої перейшли права повноправного членства в Gallup International Association) і Центр соціальних та політичних досліджень СОЦИС.
2007 — У зв'язку зі зміною стратегії розвитку Центру SOCIS відновлюється напрям маркетингових досліджень і відповідно відбувається зміна назви на Центр соціальних і маркетингових досліджень SOCIS і логотипу компанії.

## Діяльність
Сьогодні[коли?] основним напрямом діяльності Центру SOCIS є дослідження різноманітних соціальних проблем, вивчення громадської думки, проведення маркетингових досліджень, а також участь в міжнародних наукових проєктах[джерело?] і програмах соціологічної спрямованості.

## Принципи роботи
Центр SOCIS має мережу регіональних представників в усіх обласних центрах України. Опитувальна мережа Центру охоплює всю територію нашої країни і складається з понад 600 спеціально підготовлених інтерв'юєрів. Діяльність останніх організують і координують 26 регіональних супервайзерів, які працюють у регіональних представництвах всіх обласних центрів України.
Також в Центрі SOCIS впроваджена система контролю якості роботи інтерв'юерів незалежною мережею контролерів.
Контроль роботи інтерв'юерів містить:
- перевірку на заповнюваність анкет, виявлення перерваних інтерв'ю;
- складання статистики досяжності, відмовлень від інтерв'ю;
- перевірку дотримання правил опитування за випадковим чи квотним відбором.

Результати проведених досліджень презентують у формі, яку визначає клієнт. Якщо виникає необхідність, звіт готується у вигляді діаграм і графіків.
За бажанням клієнта проводиться презентація результатів дослідження українською, російською чи англійською мовами.
Центр SOCIS має налагоджені зв'язки з рядом офіційних установ України[джерело?], з експертами[джерело?], а також з неурядовими організаціями (НУО), які працюють по всій території України. Центр має можливість укладати суб-контракти з НУО.

## Критика
Соціологічну службу «Социс» неодноразово звинувачували у фальсифікаціях соціологічних досліджень, в тому числі на користь влади. Під час президентських виборів 1999 року та парламентських виборів 2002 року «Соціс» співпрацював із фондом «Соціальний захист», який створив Олександр Волков, радник Леоніда Кучми. «Соціс» здійснював більшість соціологічних досліджень для влади. Вартість таких досліджень, які йшли з бюджету, могла перевищувати середні ціни на ринку соціології у кілька разів. На президентських виборах 2004 року президент центру «Соціс» Микола Чурилов вилучив із даних екзит-полів дані 1 млн 200 тис. виборців західних областей, змінивши дані на користь Віктора Януковича. Перед президентськими виборами 2014 року компанія «Социс» першою опублікувала рейтинги, які виводили на перше місце Петра Порошенка. Це стало підставою для відмови Віталія Кличка у президентських виборах. Після перемоги Порошенка на виборах, він призначив співзасновника компанії "Социс" Ігоря Гриніва заступником голови адміністрації Президента, а компанія отримала державне замовлення на 0,20 млн гривень. Директор фонду «Демократичні ініціативи» Ірина Бекешкіна звернула увагу на маніпулятивність дослідження 2018 року, в якому компанія «Социс» подала завищені результати Аграрної партії, не включивши у дослідження обласні центри України. 

## Напрями досліджень
- Електоральні дослідження
- Соціально-політичні дослідження
- Соціально-екологічні дослідження
- Соціально-економічні дослідження
- Дослідження здоров'я

## Партнери
- University of Wales[джерело?]
- Aberystwyth Jean Monnet Centre for European Studies[джерело?]
- Центр соціологічних і політичних досліджень Білоруського державного університету[джерело?]
- Culture Prospective Institut, Zurich Schweiz[джерело?]
- Інститут соціології НАН України
- iVOX
- WORLD DRIVES association[джерело?]
- TNS Ukraine

## Персоналії
- Ігор Гринів — голова юридичної компанії «Середньоєвропейська агенція»[10], керівник виборчої кампанії кандидата в президенти України Петра Порошенка 2019 року та заступник керівника на виборах 2014 року[7][11]
- Микола Чурилов — Генеральний директор, доктор соціологічних наук, професор
- Олександр Стегній — Виконавчий директор, доктор соціологічних наук